# Arthur Fairbanks
Arthur Fairbanks (* 13. November 1864 in Hanover (New Hampshire); † 13. Januar 1944 in Cambridge (Massachusetts)) war ein amerikanischer Klassischer Archäologe.
Fairbanks studierte zunächst am Dartmouth College (Bachelor of Arts 1886), anschließend an der Yale Divinity School (1887/8) und am Union Theological Seminary (1888/89). Fairbanks setzte seine Studien an der Universität Berlin und der Universität Freiburg fort, wo er 1890 mit einer Dissertation über den moralischen Wert promoviert wurde. Nach seiner Rückkehr in die USA lehrte er am Dartmouth College (1890–1892 Assistant Professor of Greek) und an der Yale University (1892–1894 Lecturer, Social Science and Philosophy of Religion; 1894–1899 Instructor, Comparative Religion). 1899/1900 war er Fellow an der American School of Classical Studies at Athens. Danach lehrte er an der University of Iowa (1900–1906, Professor of Greek Literature and Archaeology) und der University of Michigan (1906/07 Professor of Classical Studies, Greek Language and Literature, Greek Archaeology). 1907 wurde er Leiter der Antikenabteilung des Museum of Fine Arts in Boston. Hier war er für den Aufbau der Sammlung verantwortlich, die vor allem durch die Händler Edward P. Warren (1860–1928) und John Marshall (1862–1928) umgesetzt wurde. Von 1908 bis zu seinem Ruhestand 1925 war er Direktor des Museums, das in dieser Zeit an seinen neuen Sitz in Fenway Park in Boston umzog. 1910 wurde Fairbanks in die American Academy of Arts and Sciences gewählt. Von 1925 bis 1930 lehrte er als Professor für Kunstgeschichte am Wellesley College.

## Veröffentlichungen (Auswahl)
- Ethical worth. A study as to the basis of ethics. Dissertation Freiburg 1891.
- Athenian Lekythoi, with Outline Drawing in Glaze Varnish on a White Ground. Macmillan, New York 1907 (Digitalisat).
- A Handbook of Greek Religion. American Book Company, New York 1910 (Digitalisat).
- Athenian Lekythoi with Outline Drawing in Matt Color on a White Ground. Macmillan, New York, London 1914 (Digitalisat).
- Catalogue of Greek and Etruscan Vases.  Museum of Fine Arts, Boston. Bd. 1: Early vases, preceding Athenian black-figured ware. Harvard University Press, Cambridge, MA. 1928 (Digitalisat).
- Greek Art: the Basis of Later European Art.  Longmans, Green, New York 1933.